# Ангорски договор
Ангорският договор е спогодба за приятелство и сътрудничество между България и Турция, подписана на 18 октомври 1925 г. в Анкара (тогава Ангора). В продължение на десетилетия тя остава основа за двустранните отношения на България със създадената през 1923 година Турска република. Договорът е подписан от Симеон Радев, като извънреден пратеник и пълномощен министър на България във Вашингтон, и от Тевфик Кямил Бей, като държавен подсекретар при министерството на външните работи в Ангора.
Тракийските бежанци остро осъждат българското правителство за подписаната спогодба, която вместо да защити законните им права да се завърнат в имотите си, сочени най-общо като 34 000 къщи, близо 2 000 000 декара ниви и лозя, и 213 000 декара гори и пасища, предвижда парично обезщететие за обсебената тяхна недвижима собственост в Одринска Тракия.